# Папуа Нова Гвинеја на Светском првенству у атлетици у дворани 2018.
Папуа Нова Гвинеја је једанаести пут учествовала на Светском првенству у атлетици у дворани 2018. одржаном у Бирмингему од 1. до 4. марта. Репрезентацију Папуе Нове Гвинеје представљала је један такмичар која се такмичио у трци на 60 м.,
На овом првенству такмичар Папуе Нове Гвинеје није освојио ниједну медаљу али је оборио лични рекорд.

## Учесници
Мушкарци:
- Назми-Ли Мараи — 400 м

## Резултати

### Мушкарци
| Атлетичар      | Дисциплина | Лични рекорд | Квалификација | Квалификација | Полуфинале           | Полуфинале           | Финале               | Финале       | Детаљи |
| Атлетичар      | Дисциплина | Лични рекорд | Резултат      | Место         | Резултат             | Место                | Резултат             | Место        | Детаљи |
| -------------- | ---------- | ------------ | ------------- | ------------- | -------------------- | -------------------- | -------------------- | ------------ | ------ |
| Назми-Ли Мараи | 60 м       |              | 7,01 ЛР       | 6. у гр. 6    | Није се квалификовао | Није се квалификовао | Није се квалификовао | 36 / 49 (52) |        |